# 哈默 (愛達荷州)
哈默（英語：Hamer）是一個位於美國愛達荷州傑佛遜縣的城市。

## 地理
哈默的座標為43°55′02″N 112°11′53″W / 43.91722°N 112.19806°W，而該地的平均海拔高度為1464米（即4803英尺）。

## 人口
根據2010年美國人口普查的數據，哈默的面積為0.49平方千米，當中陸地面積為0.49平方千米，而水域面積為0.00平方千米。當地共有人口48人，而人口密度為每平方千米97.96人。